# Norman Llewellyn Hill
Norman Llewellyn Hill (auch Norman L. Hill, * 17. Dezember 1895 in Afton, Chenango County, New York, Vereinigte Staaten; † 27. November 1976 in Berea, Madison County, Kentucky, Vereinigte Staaten) war ein US-amerikanischer Politikwissenschaftler.

## Leben

### Familie und Ausbildung
Der aus der im US-Bundesstaat New York gelegenen Kleinstadt Afton stammende Norman Llewellyn Hill, Sohn des Henry Thomas Hill sowie dessen Ehegattin Virginia geborene Taylor, wandte sich nach dem High-School-Abschluss dem Studium der Politikwissenschaften am Oberlin College zu, 1917 erwarb er den akademischen Grad eines Bachelor of Arts. Nach zwei Auslandssemestern an der Sorbonne in Paris im Jahre 1919 graduierte er 1920 zum Master of Arts. 1924 wurde er an der University of Wisconsin–Madison zum Doctor of Philosophy promoviert.
Norman Llewellyn Hill heiratete am 30. August 1922 Mary Thompson Sherwood. Aus dieser Verbindung entstammten die Töchter Elizabeth Sherwood und Virginia Louise. Er starb im Spätherbst 1976 im Alter von 80 Jahren.

### Beruflicher Werdegang
Hill erhielt 1920 eine Anstellung als Instructor in Political Science an der Ohio Wesleyan University in Delaware. Im Folgejahr wechselte der mit dem International Law Fellowship des Carnegie Endowment for International Peace Ausgezeichnete als Instructor in Political Science an die Denison University nach Granville, 1922 schied er aus. Nach seinem Studienabschluss trat Hill eine Stelle als Instructor in Political Science an der Western Reserve University in Cleveland an. 1926 folgte Norman Llewellyn Hill einem Ruf als Assistant Professor of International Relations an die University of Nebraska-Lincoln nach Lincoln, 1927 wurde er zum Associate Professor, 1935 zum Full Professor ernannt. Zusätzlich fungierte er dort seit 1948 als Supervisor der International Relation Courses. Im Jahre 1935 war er Fakultätsmitglied der Sommerkurse an der University of Rochester.
Hill, ausgewiesener Experte auf dem Gebiet Internationale Beziehungen, war gewähltes Mitglied der American Political Science Association, der American Society of International Law, der American Teachers of International Law und der American Association of University Professors.

## Schriften
- International administration. McGraw-Hill, New York, London, 1931
- zusammen mit Harold W. Stoke: The background of European governments; readings and materials on the organization and operation of the major governments of Europe. Farrar & Rinehart, Inc., New York, 1935
- Claims to territory in international law and relations. Oxford University Press, London, New York, 1945
- International relations : documents and readings. Oxford University Press, New York, 1950
- International organization. Harper, New York, 1952
- Mr. Secretary of State. in: Studies in political science (Random House), PS43.. Random House, New York, 1963
- The new democracy in foreign policy making. University of Nebraska Press, Lincoln, 1970